# Bisbat de Florida
El bisbat de Florida (llatí: Dioecesis Floridensis) és una demarcació eclesiàstica de l'Uruguai sufragània de l'arquebisbat de Montevideo. El seu origen és del segle xix amb capital a la ciutat de Florida i el nom del bisbat està relacionat amb el territori dels departaments de Florida i de Durazno.

## Territori
El bisbat abasta els departaments uruguaians de Florida i de Durazno, amb una superfície aproximada de 22.600 km² i una població de 123.800 habitants.
La seu del bisbat és la ciutat de Florida, on es troba la catedral de la Mare de Déu de Luján.
El territori se subdivideix en 16 parròquies.

## Història
El bisbat de Florida va ser establert el 14 d'abril de 1897, a partir dels territoris de l'arquebisbat de Montevideo, la categoria del qual va ser elevada a la d'arquebisbat metropolità.

## Bisbes destacats
- José Marcos Semeria († 3 de juliol de 1919 – 9 de juny de 1922)
- José Joaquín Manuel Eloy Arróspide Echeverría † (21 de juliol de 1922 – 18 d'abril de 1928)
- Miguel Paternain, C.SS.R. † (20 d'abril de 1929 – 27 de febrer de 1960)
- Humberto Tonna Zanotta † (5 de juliol de 1960 – 16 de juny de 1987)
- Raúl Horacio Scarrone Carrero (15 de juny de 1987 – 15 de març de 2008)
- Martín Pablo Pérez Scremini, des del 15 de març de 2008

## Estadístiques
Segons les dades del cens de 2006, el bisbat tenia 123.800 habitants, 91.000 batejats, és a dir, un 73,5% del total.
| any  | població | població | població | sacerdots | sacerdots       | sacerdots       | sacerdots             | diàques | religiosos | religiosos | parroquies |
| ---- | -------- | -------- | -------- | --------- | --------------- | --------------- | --------------------- | ------- | ---------- | ---------- | ---------- |
| any  | batejats | total    | %        | total     | clergat secular | clergat regular | batejats por sacerdot | diàques | homes      | dones      |            |
| 1950 | ?        | 500.000  | ?        | 54        | 22              | 32              | ?                     |         | 38         | 128        | 28         |
| 1966 | 100.000  | 119.295  | 83,8     | 30        | 17              | 13              | 3.333                 |         | 23         | 113        | 15         |
| 1970 | 100.000  | 119.295  | 83,8     | 29        | 16              | 13              | 3.448                 |         | 13         | 93         | 16         |
| 1976 | 100.000  | 119.295  | 83,8     | 24        | 11              | 13              | 4.166                 |         | 24         | 73         | 16         |
| 1980 | 101.600  | 124.000  | 81,9     | 25        | 10              | 15              | 4.064                 |         | 43         | 75         | 16         |
| 1990 | 60.000   | 100.000  | 60,0     | 21        | 8               | 13              | 2.857                 | 1       | 21         | 46         | 16         |
| 1999 | 103.895  | 122.229  | 85,0     | 29        | 11              | 18              | 3.582                 | 1       | 34         | 57         | 16         |
| 2000 | 61.050   | 122.229  | 49,9     | 28        | 10              | 18              | 2.180                 | 1       | 23         | 57         | 16         |
| 2001 | 90.000   | 122.600  | 73,4     | 30        | 11              | 19              | 3.000                 | 1       | 24         | 52         | 16         |
| 2002 | 90.000   | 122.229  | 73,6     | 29        | 9               | 20              | 3.103                 | 1       | 25         | 52         | 16         |
| 2003 | 90.000   | 122.600  | 73,4     | 29        | 11              | 18              | 3.103                 | 1       | 23         | 55         | 16         |
| 2004 | 90.000   | 122.600  | 73,4     | 27        | 13              | 14              | 3.333                 | 1       | 21         | 61         | 16         |
| 2006 | 91.000   | 123.800  | 73,5     | 29        | 13              | 16              | 3.137                 | 1       | 27         | 62         | 16         |